# 変革連合軍
変革連合軍（へんかくれんごうぐん、英語：Allied Command Transformation、略称：ACT）は、北大西洋条約機構の軍事部門で機構全体の変革事業を主導・統括し支援する統連合軍のこと。大西洋連合軍を基に2003年6月19日に編成され、アメリカ合衆国バージニア州ノーフォークに司令部施設が所在している。NATO唯一の実働作戦主体である作戦連合軍の長たる欧州連合軍最高司令官（SACEUR）と対をなす二大機構である。

## 歴史

### 大西洋連合軍
変革連合軍は、同じバージニア州ノーフォークに司令部が所在し1952年に編成された大西洋連合軍の後継組織として新編される。大西洋連合軍の主任務は西ヨーロッパに東側陣営が侵攻を開始した場合、戦場となっているヨーロッパに展開しているNATO軍に対しての補給やアメリカ軍の増援部隊を送り込み、北米欧州航路の保護に当たることであった。
冷戦終結後、大西洋連合軍の役割は大きく減じて隷下コマンドも多くは解体された。しかし、基本的構造は2002年のNATOプラハ・サミットまで維持されていた。そして2003年6月19日付けで大西洋連合軍は解体され、新たに変革連合軍が編成される。

### ポスト冷戦と新たなる挑戦
2002年のプラハ・サミットにてNATOはその軍事編制と概念を変革しなければならないことが認識され、21世紀における新たなる脅威と深化する多国籍連合による軍事行動への対応、そして技術上の進歩と教訓に基づいた各種新型装備の調達について、一元的に運用される機関の編制が決定された。NATOの変革事業では、NATOの組織構造は引き締められ、より効率的であることに焦点が合わされて再編成される。このために構造改革についての戦略的指揮命令中枢を変革連合軍に集約させ、実働作戦に関する戦略的指揮命令中枢は作戦連合軍（ACO / SHAPE）に集約させている。変革連合軍は2003年6月19日に正式に編成された。
NATO任務と活動の領域拡大に続き、冷戦同盟は変化し加盟国に対する現代的脅威に対処するために変革する努力が投じられた。これらの手法は「急速反復変革的実験ベースライン（Baseline for Rapid Iterative Transformational Experimentation、BRITE）」として開発され、NATOの能力向上に役立てられた。BRITE応用の組み合わせは海洋環境認識の要請に応じる事を目的に設計された。この要請の成果はアメリカ合衆国の国際的中間的政府機関で主導し呼称する「海域察知（en:Maritime Domain Awareness）」に包括され、テロリズム、人身売買、麻薬、海賊行為およびスパイ行為を含む海洋紛争の脅威に対処するために役立てられる。
大西洋連合軍から改編されたことで、変革連合軍の指揮官には非海軍士官が就任するようになった。2010年9月29日、変革連合軍副最高司令官にポーランド陸軍のミェチスワフ・ビエニエク陸軍大将（pl:Mieczysław Bieniek）が就任し、組織改編後もSACLANT時代からの繰越で続いていた副最高司令官にイギリス海軍大将を充てる慣行が崩れた。また、2009年中頃にはNATO軍事機構に復帰したフランスから最高司令官が迎え入れられ、フランス空軍参謀総長であったステファン・アブリアル空軍大将が就任、代々アメリカ軍の大将（統合戦力軍司令官が兼任）が就いてきた慣行も崩れた。

## 任務
北大西洋理事会の優先事項と目的に一致し、変革連合軍には以下の任務が求められている。
- 将来の統連合作戦の遂行のために概念的な枠組の提供。
- 将来に遂行されるであろう、あらゆる作戦と運用上の能力の定義。
- 新しい運用上の概念を示し、或いは自然発生し、実行可能性と価値の評価して、そしてドクトリン開発の成熟をもって、科学研究、実験および技術開発に寄与する。
- 概念を加盟各国に普及させ、NATO軍によって実施されることを可能にし、個々にまたは共同して能力獲得させるよう教育訓練を提供する。

NATOは世界的実行体となり、変革連合軍は加盟国軍とその軍事能力の再編を導くことを目的とする。例として新戦略概念やNATO即応部隊など加盟国の軍事能力の向上を意図している。

## 組織構成

### 司令部
変革連合軍司令部はアメリカ合衆国バージニア州ノーフォークに置かれ、司令部自体は変革局、変革支援理事会、各国の連絡代表、平和のためのパートナーシップ要員部隊および予備役兵に対して責任を負う。
変革局
変革局は変革連合軍最高司令官副参謀長（DCOS）によって率いられ、活動の指導と調整のため変革局には実施課と能力課の2つの課が置かれている。変革連合軍の変革に関わる責務について副参謀長（DCOS）、変革援助については参謀長（COS）がNATO加盟国の再編過程の成果に重点を置いて任務遂行し、NATOの将来運用能力の向上を目指す。
実施課
実施課は補助参謀長（ACOS）によって率いられ、統合教育訓練（JET）と統合実験・訓練評価（JEEA）の運用指導と調整について責任を負う少支部を設け、訓練計画強化のために統合戦センター（JWC）と統合戦訓分析センター（JALLC）を設けて指導を提供し、概念の発展と実験の経路を解決して、教育機会を補い実施し共通標準を推し進める効果的計画を作成する。この課は毎年米国主導による多国籍戦闘に関わる相互運用性実証を目的とする。
能力課
能力課は補助参謀長（ACOS）によって率いられ、戦略的概念について戦略概念・方針・協同（SCPI）、将来能力・技術研究（FCRT）、防衛計画（Def Plan）の3個少支部が置かれ、幕僚能力、概念と開発成果についての運用指導と調整について責任を負う。

### 下位組織
全体としてNATOを反映し、変革連合軍には世界的な存在がある。同じくノーフォークに司令部を置くアメリカ統合戦力軍と同じ配置だけでなく、ベルギー王国のモンスに所在する欧州連合軍最高司令部にも隷下部門が置かれている。変革連合軍には以下のような部隊・機関がある。
- 統合戦センター（JWC、en:Joint Warfare Centre）、所在地：ノルウェー王国スタヴァンゲル。
- 統合部隊訓練センター（JFTC、en:Joint Force Training Centre）、所在地：ポーランド共和国ブィドゴシュチュ。
- 統合戦訓分析教授センター（JALLC、en:Joint Analysis and Lessons Learned Centre）所在地：ポルトガル共和国リスボン市モンサント森林公園（pt:Parque Florestal de Monsanto）。
- NATO海中研究センター（NURC、en:NATO Undersea Research Centre）所在地：イタリア共和国ラ・スペツィア（NATO学校）。

ドイツ連邦共和国オーベランマーガウに本部を置くNATO学校や各種センターは変革連合軍の変革事業を支援する。加盟国資金による取り決めの下で、変革連合軍は科学的実験プログラムのために、毎年NATO協議・指揮統制機関（en:NATO Consultation, Command and Control Agency）を通じて研究費約3,000万ユーロが投じられている。

### NATO卓越センター
NATOは卓越センター（COEs）を19個保有している。卓越センターはある単一の国家または多国籍に後援された実行体であり、そして卓越センターは特に変革事業を支援して加盟国のために認知された専門知識と経験を提供する。卓越センターは教育訓練を強化する機会を与え、相互運用性と能力を向上させる。また、ドクトリン開発を援助または実験を通じて概念を試験して検証する。卓越センターはNATO指揮系統の一部にとどまらず、NATO成文化システム（NCS）を支援する広汎な枠組の一部である。NATOによる卓越センターの運用は変革連合軍司令部を通じて調整される。
- 航空作戦準備分析シミュレーション卓越センター（(CASPOA) COE）、所在地：フランス共和国タヴェルニー空軍基地。
- 民軍協力卓越センター（(CIMIC) COE）、所在地：オランダ王国エンスヘデ。
- 冬季戦卓越センター（(CWO) COE）、所在地：ノルウェー王国ボードー。
- 海洋共同統合作戦卓越センター（(CJOS) COE）、所在地：アメリカ合衆国ノーフォーク。
- 指揮統制卓越センター（(C2) COE）、所在地：オランダ王国ユトレヒト。
- 浅海域制限卓越センター（ (CSW) COE）、所在地：ドイツ連邦共和国キール。
- 協同サイバー防衛卓越センター（(CCD) COE）、所在地：エストニア共和国タリン。
- 対即席爆発装置卓越センター（(C-IED) COE）、所在地：スペイン王国マドリード。
- 対テロ防衛卓越センター（即席爆発装置）、所在地：トルコ共和国アンカラ。
- 人的諜報卓越センター（(HUMINT) COE）、所在地：ルーマニア・オラデア。
- 統合エア・パワー圧倒卓越センター（(JAPCC) COE）、所在地：ドイツ連邦共和国カルカー。
- 統合核放射物生物化学防護卓越センター（(JCBRN Defence) COE）、所在地：チェコ共和国ヴィシュコフ。
- 工兵卓越センター（(MILENG) COE）、所在地：ドイツ連邦共和国インゴルシュタット。
- 衛生卓越センター（(MED) COE）、所在地：ハンガリー共和国ブダペスト。
- 機雷戦卓越センター（(EGUERMIN) COE）、所在地：ベルギー王国オーステンデ。

以下はNATOには完全に公認されていない卓越センター。
- 爆発物処理卓越センター（(EOD)COE）、所在地：スロバキア共和国トレンチーン。
- 山岳戦卓越センター（(MW)COE）、所在地：スロベニア共和国リュブリャナ。
- モデリング・シミュレーション卓越センター（(M&S)COE）、所在地：イタリア共和国ローマ。

## 変革連合軍最高司令官
| 代 | 氏名・階級                                                      | 所属軍             | 在任期間                      |
| -- | --------------------------------------------------------------- | ------------------ | ----------------------------- |
| 1  | エドモンド・ジャンバスティアーニ海軍大将 en:Edmund Giambastiani | アメリカ海軍       | 2003年10月2日 - 2005年8月1日  |
| 2  | ランス・スミス空軍大将 en:Lance L. Smith                        | アメリカ空軍       | 2005年8月1日 - 2007年11月9日  |
| 3  | ジェームズ・マティス海兵大将 James N. Mattis                    | アメリカ海兵隊     | 2007年11月9日 - 2009年9月9日  |
| 4  | ステファン・アブリアル空軍大将 fr:Stéphane Abrial               | フランス空軍       | 2009年9月9日 - 2012年9月18日  |
| 5  | ジャン＝ポール・パロメロ空軍大将 fr:Jean-Paul Paloméros         | フランス空軍       | 2012年9月28日 - 2015年9月30日 |
| 6  | デニス・メルシエ空軍大将 fr:Denis Mercier                       | フランス空軍       | 2015年9月30日 - 2018年9月11日 |
| 7  | アンドレ・ラナタ空軍大将 fr:André Lanata                        | フランス航空宇宙軍 | 2018年9月11日 - 2021年9月23日 |
| 8  | フィリップ・ラヴィーニュ空軍大将 fr:Philippe Lavigne            | フランス航空宇宙軍 | 2021年9月23日 - 2024年9月22日 |
| 9  | ピエール・ヴァンディエ海軍大将 fr:Pierre Vandier                | フランス海軍       | 2024年9月23日 -               |